# جان روبین بیتز
جان روبین بیتز (انگلیسی: Jon Robin Baitz؛ زادهٔ ۴ نوامبر ۱۹۶۱) یک هنرپیشه، و فیلم‌نامه‌نویس اهل ایالات متحده آمریکا است.
از فیلم‌ها یا برنامه‌های تلویزیونی که وی در آن نقش داشته است می‌توان به یک روز خوب و تابستان گذشته در همپتونز اشاره کرد.
وی هم‌چنین برنده جوایزی هم‌چون کمک هزینه گوگنهایم شده است.